# Vitali Txekhover
Vitali Aleksàndrovitx Txekhover (també transcrit de vegades com a Tschechower o Czechower, pronunicat "txekh a VYAIR") (en rus: Виталий Чеховер) (1908–1965), fou un jugador i compositor d'escacs soviètic, que ostentà el títol de Mestre Internacional des de 1950. També fou pianista.

## Carrera com a compositor
|   | a | b | c | d | e | f | g | h |   |
| 8 | a8 blanques rei · g7 negres peó · f5 negres peó · f4 blanques cavall · e3 negres peó · a2 negres rei | a8 blanques rei · g7 negres peó · f5 negres peó · f4 blanques cavall · e3 negres peó · a2 negres rei | a8 blanques rei · g7 negres peó · f5 negres peó · f4 blanques cavall · e3 negres peó · a2 negres rei | a8 blanques rei · g7 negres peó · f5 negres peó · f4 blanques cavall · e3 negres peó · a2 negres rei | a8 blanques rei · g7 negres peó · f5 negres peó · f4 blanques cavall · e3 negres peó · a2 negres rei | a8 blanques rei · g7 negres peó · f5 negres peó · f4 blanques cavall · e3 negres peó · a2 negres rei | a8 blanques rei · g7 negres peó · f5 negres peó · f4 blanques cavall · e3 negres peó · a2 negres rei | a8 blanques rei · g7 negres peó · f5 negres peó · f4 blanques cavall · e3 negres peó · a2 negres rei | 8 |
| 7 | a8 blanques rei · g7 negres peó · f5 negres peó · f4 blanques cavall · e3 negres peó · a2 negres rei | a8 blanques rei · g7 negres peó · f5 negres peó · f4 blanques cavall · e3 negres peó · a2 negres rei | a8 blanques rei · g7 negres peó · f5 negres peó · f4 blanques cavall · e3 negres peó · a2 negres rei | a8 blanques rei · g7 negres peó · f5 negres peó · f4 blanques cavall · e3 negres peó · a2 negres rei | a8 blanques rei · g7 negres peó · f5 negres peó · f4 blanques cavall · e3 negres peó · a2 negres rei | a8 blanques rei · g7 negres peó · f5 negres peó · f4 blanques cavall · e3 negres peó · a2 negres rei | a8 blanques rei · g7 negres peó · f5 negres peó · f4 blanques cavall · e3 negres peó · a2 negres rei | a8 blanques rei · g7 negres peó · f5 negres peó · f4 blanques cavall · e3 negres peó · a2 negres rei | 7 |
| 6 | a8 blanques rei · g7 negres peó · f5 negres peó · f4 blanques cavall · e3 negres peó · a2 negres rei | a8 blanques rei · g7 negres peó · f5 negres peó · f4 blanques cavall · e3 negres peó · a2 negres rei | a8 blanques rei · g7 negres peó · f5 negres peó · f4 blanques cavall · e3 negres peó · a2 negres rei | a8 blanques rei · g7 negres peó · f5 negres peó · f4 blanques cavall · e3 negres peó · a2 negres rei | a8 blanques rei · g7 negres peó · f5 negres peó · f4 blanques cavall · e3 negres peó · a2 negres rei | a8 blanques rei · g7 negres peó · f5 negres peó · f4 blanques cavall · e3 negres peó · a2 negres rei | a8 blanques rei · g7 negres peó · f5 negres peó · f4 blanques cavall · e3 negres peó · a2 negres rei | a8 blanques rei · g7 negres peó · f5 negres peó · f4 blanques cavall · e3 negres peó · a2 negres rei | 6 |
| 5 | a8 blanques rei · g7 negres peó · f5 negres peó · f4 blanques cavall · e3 negres peó · a2 negres rei | a8 blanques rei · g7 negres peó · f5 negres peó · f4 blanques cavall · e3 negres peó · a2 negres rei | a8 blanques rei · g7 negres peó · f5 negres peó · f4 blanques cavall · e3 negres peó · a2 negres rei | a8 blanques rei · g7 negres peó · f5 negres peó · f4 blanques cavall · e3 negres peó · a2 negres rei | a8 blanques rei · g7 negres peó · f5 negres peó · f4 blanques cavall · e3 negres peó · a2 negres rei | a8 blanques rei · g7 negres peó · f5 negres peó · f4 blanques cavall · e3 negres peó · a2 negres rei | a8 blanques rei · g7 negres peó · f5 negres peó · f4 blanques cavall · e3 negres peó · a2 negres rei | a8 blanques rei · g7 negres peó · f5 negres peó · f4 blanques cavall · e3 negres peó · a2 negres rei | 5 |
| 4 | a8 blanques rei · g7 negres peó · f5 negres peó · f4 blanques cavall · e3 negres peó · a2 negres rei | a8 blanques rei · g7 negres peó · f5 negres peó · f4 blanques cavall · e3 negres peó · a2 negres rei | a8 blanques rei · g7 negres peó · f5 negres peó · f4 blanques cavall · e3 negres peó · a2 negres rei | a8 blanques rei · g7 negres peó · f5 negres peó · f4 blanques cavall · e3 negres peó · a2 negres rei | a8 blanques rei · g7 negres peó · f5 negres peó · f4 blanques cavall · e3 negres peó · a2 negres rei | a8 blanques rei · g7 negres peó · f5 negres peó · f4 blanques cavall · e3 negres peó · a2 negres rei | a8 blanques rei · g7 negres peó · f5 negres peó · f4 blanques cavall · e3 negres peó · a2 negres rei | a8 blanques rei · g7 negres peó · f5 negres peó · f4 blanques cavall · e3 negres peó · a2 negres rei | 4 |
| 3 | a8 blanques rei · g7 negres peó · f5 negres peó · f4 blanques cavall · e3 negres peó · a2 negres rei | a8 blanques rei · g7 negres peó · f5 negres peó · f4 blanques cavall · e3 negres peó · a2 negres rei | a8 blanques rei · g7 negres peó · f5 negres peó · f4 blanques cavall · e3 negres peó · a2 negres rei | a8 blanques rei · g7 negres peó · f5 negres peó · f4 blanques cavall · e3 negres peó · a2 negres rei | a8 blanques rei · g7 negres peó · f5 negres peó · f4 blanques cavall · e3 negres peó · a2 negres rei | a8 blanques rei · g7 negres peó · f5 negres peó · f4 blanques cavall · e3 negres peó · a2 negres rei | a8 blanques rei · g7 negres peó · f5 negres peó · f4 blanques cavall · e3 negres peó · a2 negres rei | a8 blanques rei · g7 negres peó · f5 negres peó · f4 blanques cavall · e3 negres peó · a2 negres rei | 3 |
| 2 | a8 blanques rei · g7 negres peó · f5 negres peó · f4 blanques cavall · e3 negres peó · a2 negres rei | a8 blanques rei · g7 negres peó · f5 negres peó · f4 blanques cavall · e3 negres peó · a2 negres rei | a8 blanques rei · g7 negres peó · f5 negres peó · f4 blanques cavall · e3 negres peó · a2 negres rei | a8 blanques rei · g7 negres peó · f5 negres peó · f4 blanques cavall · e3 negres peó · a2 negres rei | a8 blanques rei · g7 negres peó · f5 negres peó · f4 blanques cavall · e3 negres peó · a2 negres rei | a8 blanques rei · g7 negres peó · f5 negres peó · f4 blanques cavall · e3 negres peó · a2 negres rei | a8 blanques rei · g7 negres peó · f5 negres peó · f4 blanques cavall · e3 negres peó · a2 negres rei | a8 blanques rei · g7 negres peó · f5 negres peó · f4 blanques cavall · e3 negres peó · a2 negres rei | 2 |
| 1 | a8 blanques rei · g7 negres peó · f5 negres peó · f4 blanques cavall · e3 negres peó · a2 negres rei | a8 blanques rei · g7 negres peó · f5 negres peó · f4 blanques cavall · e3 negres peó · a2 negres rei | a8 blanques rei · g7 negres peó · f5 negres peó · f4 blanques cavall · e3 negres peó · a2 negres rei | a8 blanques rei · g7 negres peó · f5 negres peó · f4 blanques cavall · e3 negres peó · a2 negres rei | a8 blanques rei · g7 negres peó · f5 negres peó · f4 blanques cavall · e3 negres peó · a2 negres rei | a8 blanques rei · g7 negres peó · f5 negres peó · f4 blanques cavall · e3 negres peó · a2 negres rei | a8 blanques rei · g7 negres peó · f5 negres peó · f4 blanques cavall · e3 negres peó · a2 negres rei | a8 blanques rei · g7 negres peó · f5 negres peó · f4 blanques cavall · e3 negres peó · a2 negres rei | 1 |
|   | a | b | c | d | e | f | g | h |   |

Al començament de la seva carrera com a compositor d'estudis de final, Txekhover sovint revisava estudis tradicionals d'altres autors. Es va esforçar per refer-los d'una forma més econòmica, sovint amb menys peces – i, per tant, centrant-se en la idea del problema en si mateix, més que en la posició concreta al tauler. Posteriorment va trobar el seu propi estil i va compondre un cert nombre d'estudis i problemes originals i independents. A partir de 1936, Chekhover va publicar més de 160 estudis de final. És considerat un prominent especialista en finals de cavalls, i ha escrit diversos llibres sobre aquest tema, ja sigui en solitari o amb coautors com ara el Gran Mestre rus Iuri Averbakh.
Entre 1947 i 1965 va participar en el campionat de la Unió Soviètica per composició d'escacs. Va rebre dos cops el títol de Mestre dels Esports de l'URSS. El 1956 obtingué el títol de Jutge Internacional per Composicions d'escacs per la FIDE, i va rebre el títol de la FIDE de Mestre Internacional per Composicions d'Escacs el 1961.

## Carrera com a jugador
Chekover fou també un reeixit jugador d'escacs, que fou guardonat amb el títol de Mestre Internacional el 1950 tot just quan el títol fou creat. Entre les seves victòries en torneigs destaquen les del Campionat de Leningrad de 1937 (empatat) i 1949. Va guanyar també el Campionat de l'Uzbekistan el 1944.
Hi ha una variant de la defensa siciliana que duu el seu nom: 1. e4 c5 2. Cf3 d6 3. d4 cxd4 4. Dxd4 (vegeu defensa siciliana, variant Chekhover).